# Halictus foanus
Halictus foanus är en biart som beskrevs av Joseph Vachal 1899. Halictus foanus ingår i släktet bandbin, och familjen vägbin. Inga underarter finns listade i Catalogue of Life.